# Liste von Persönlichkeiten der Stadt Emden
Die Liste von Persönlichkeiten der Stadt Emden umfasst sowohl bekannte gebürtige Emder als auch Personen, die nicht in Emden geboren wurden, aber dort gewirkt haben. Aufgeführt sind zudem Personen, die von der Stadt Emden ausgezeichnet wurden.

## Söhne und Töchter der Stadt

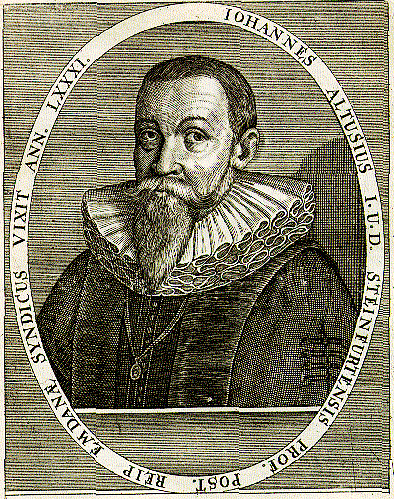
Johannes Althusius

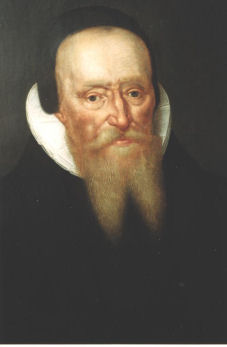
Menso Alting

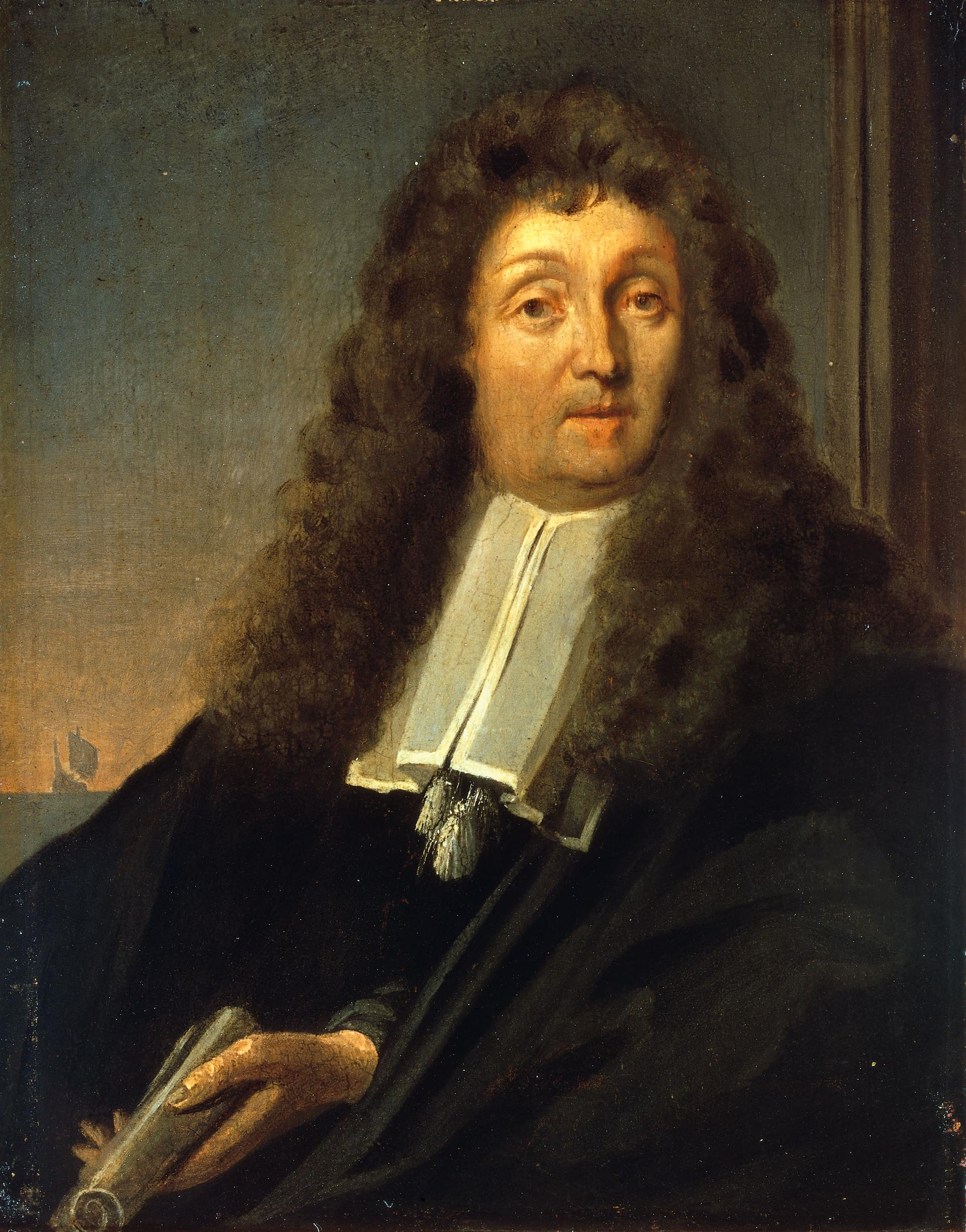
Ludolf Backhuysen

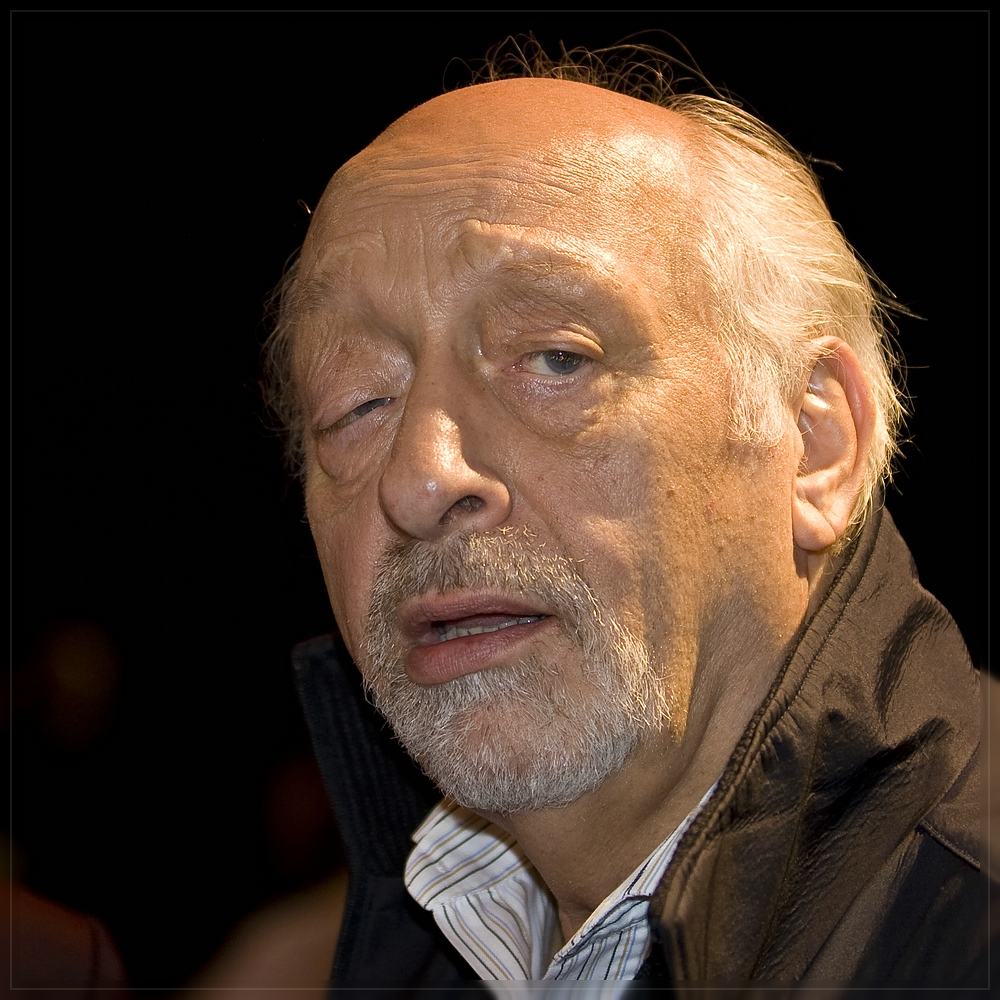
Karl Dall

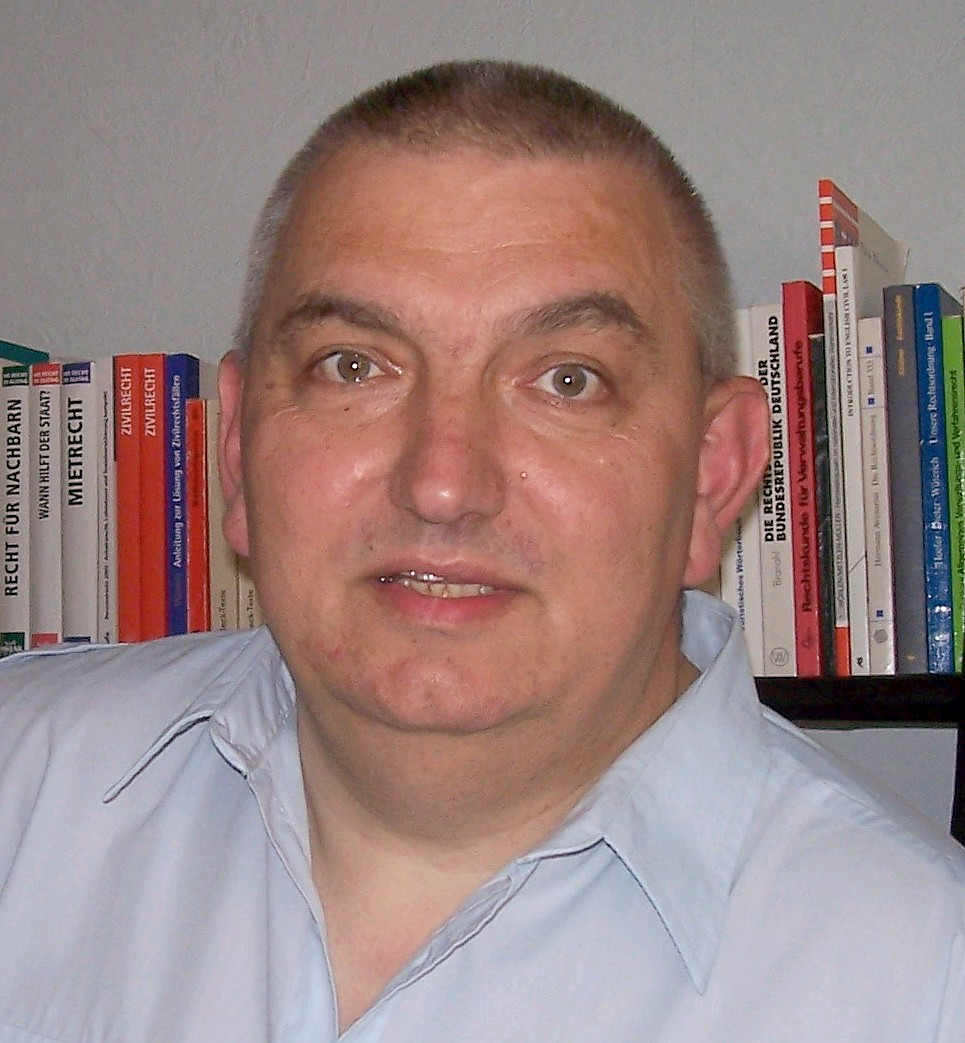
Hartmut Dirks

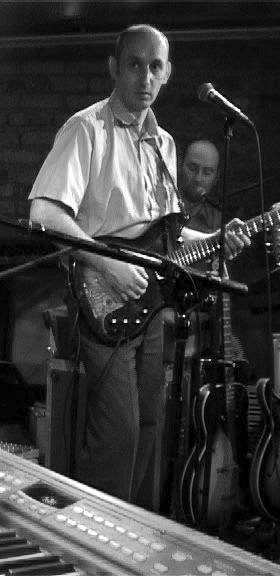
Jakobus Durstewitz

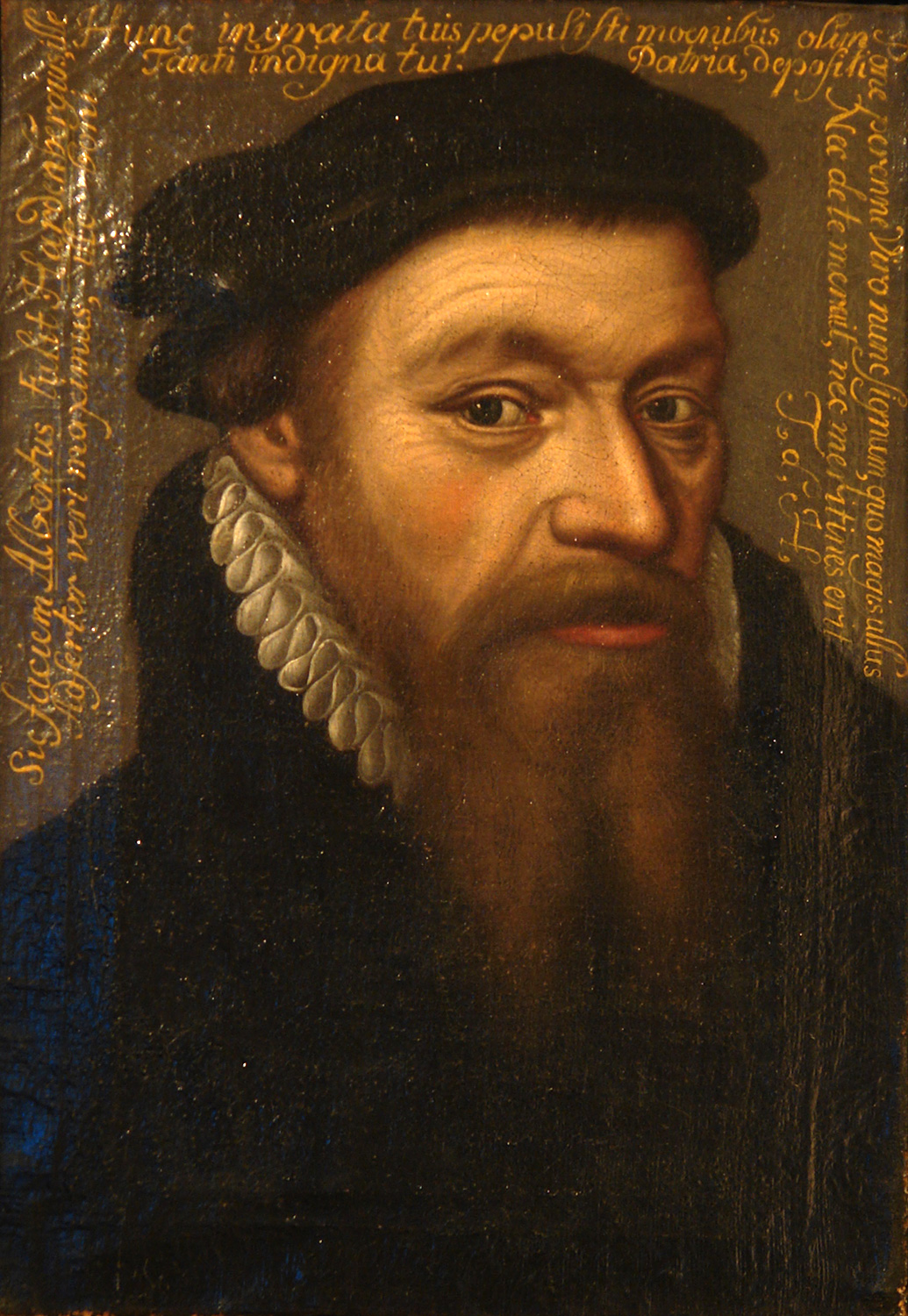
Albert Hardenberg

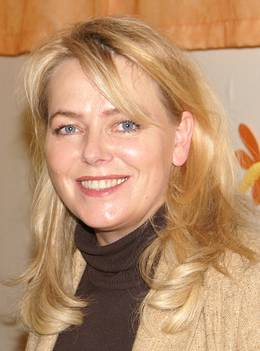
Eva Herman

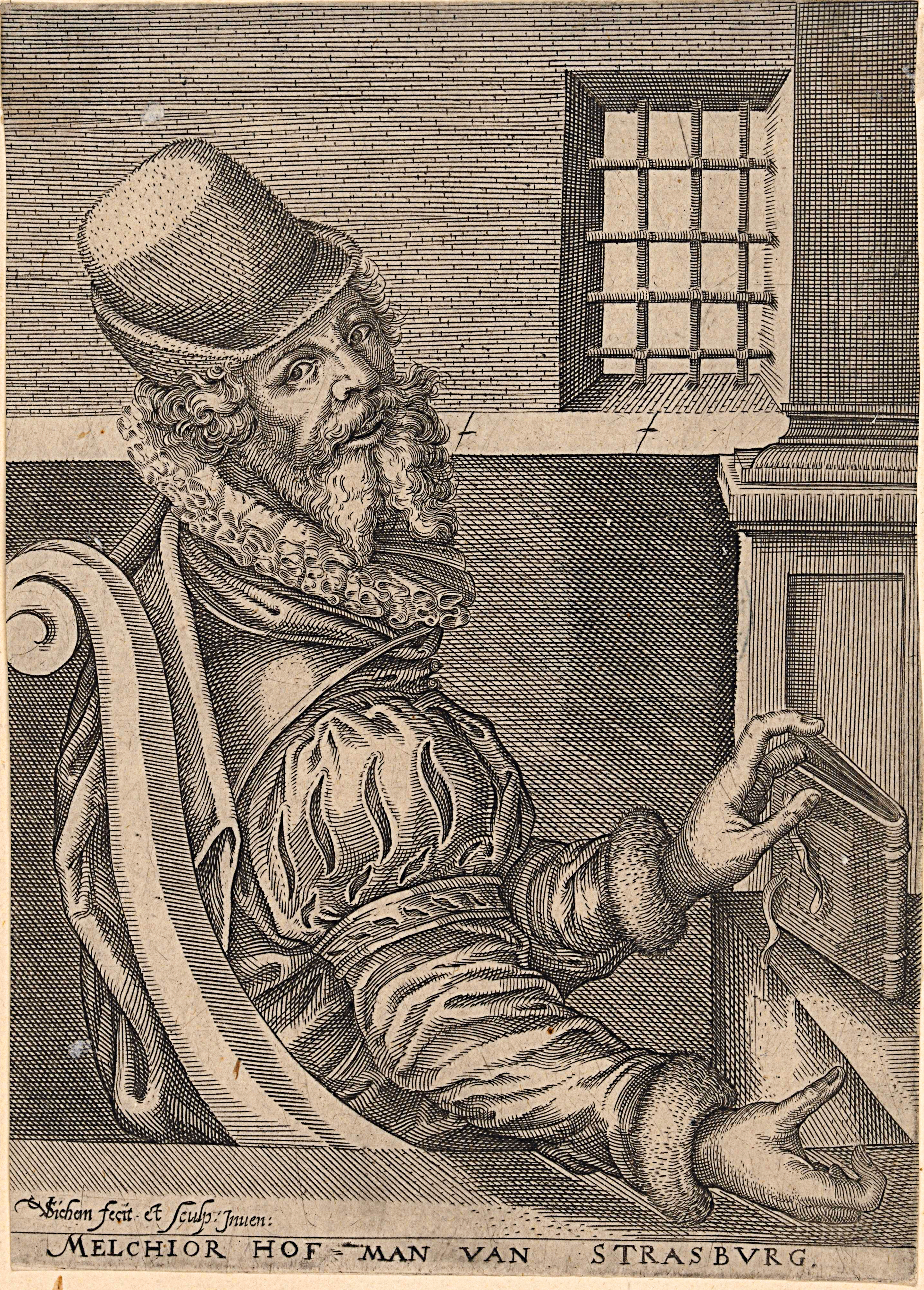
Melchior Hofmann

Johannes a Lasco

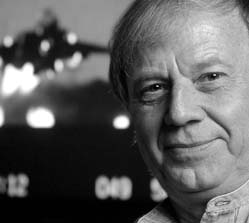
Wolfgang Petersen

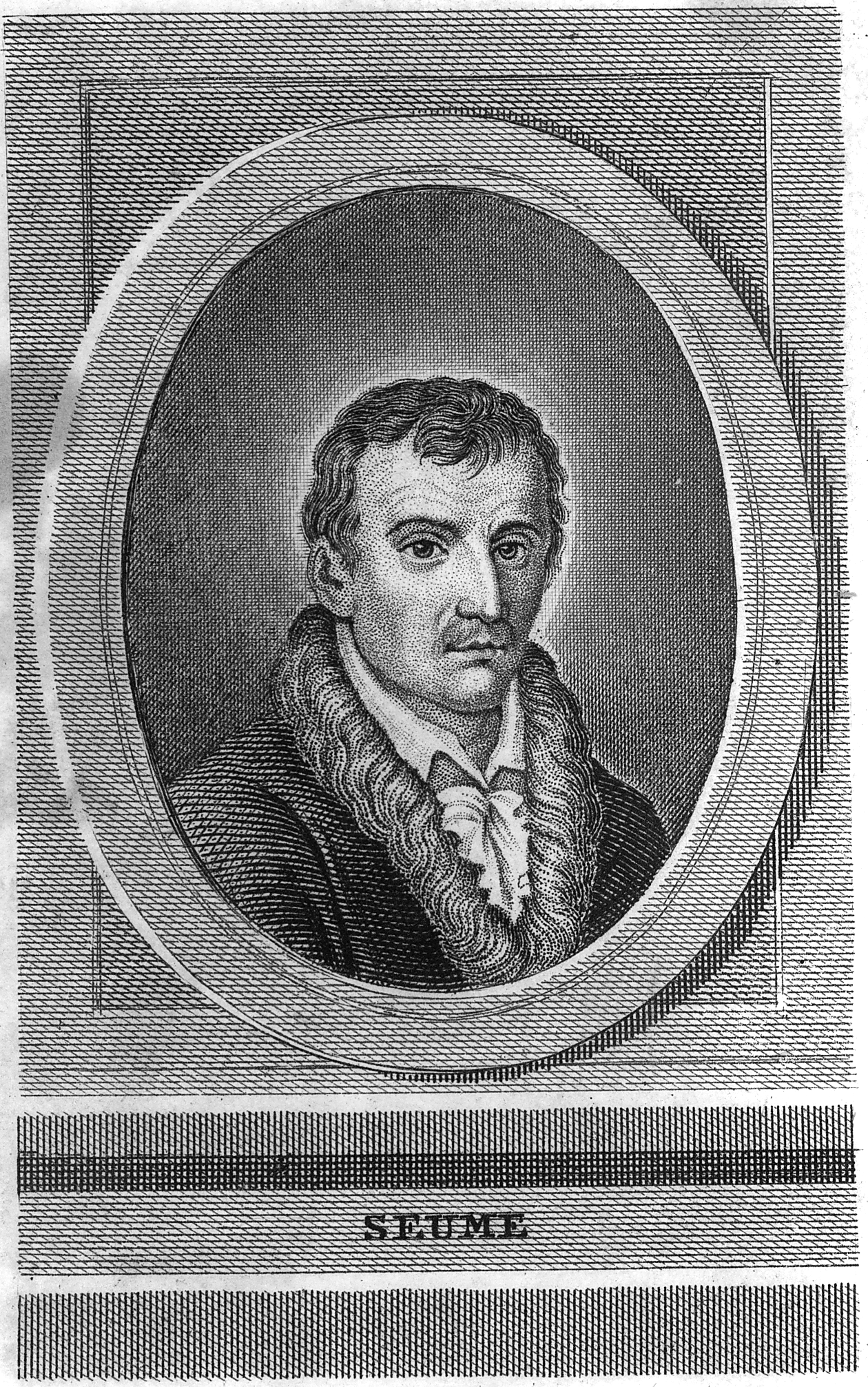
Johann Gottfried Seume

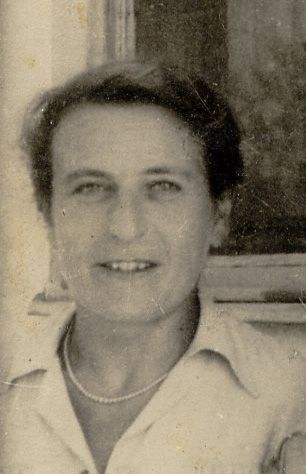
Erna Stein

Jimi Siebels (l.) im Studio

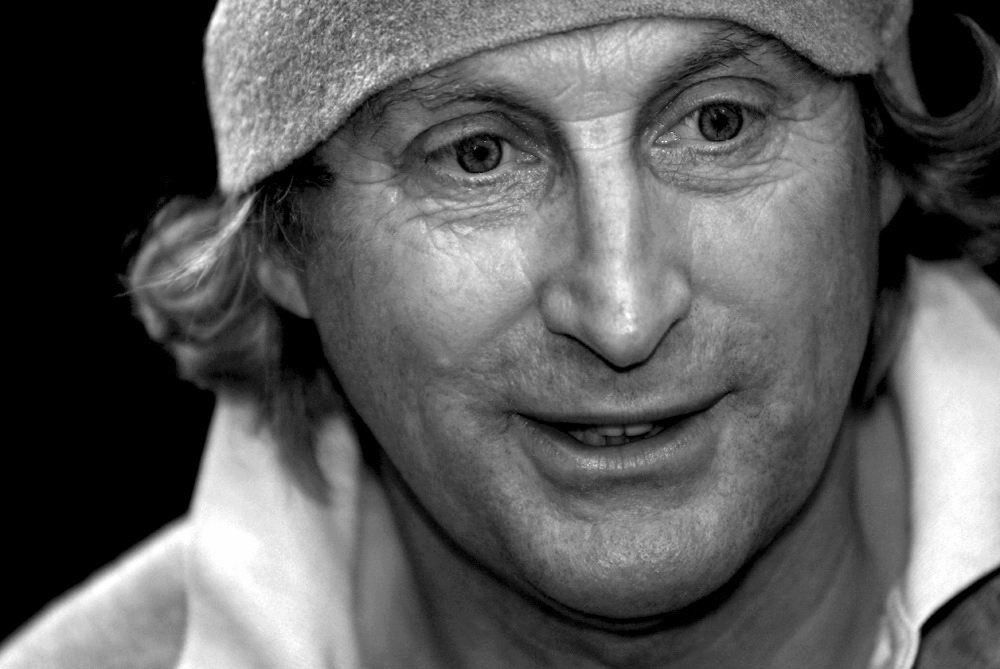
Otto Waalkes

Folgende bekannte Persönlichkeiten stammen aus Emden:
- Johann Heinrich Alting (1583–1644), reformierter Theologe
- Rolf Badenhausen (1907–1987), Theaterwissenschaftler und Dramaturg
- Ludolf Bakhuizen (1630–1708), bedeutender Marinemaler
- Friedrich Barth (1867–1947), Unternehmer und Schiffsmodellbauer
- Matthias Bergmann (* 1972), Jazztrompeter
- Kurt Blanke (1900–1997), Jurist und Kommunalpolitiker (DP, CDU) sowie von 1964 bis 1973 Oberbürgermeister von Celle
- Johan Wilhelm Blanken (1806–1880), deutsch-niederländischer Artillerieoffizier und Politiker
- Karl Bode (1910–1976), Politiker (FDP), Bürgermeister der Stadt Hemer
- Uwe Böden (* 1959), Kampfsportler und siebenfacher Karateweltmeister
- Hans Boelsen (1894–1960), Generalleutnant im Zweiten Weltkrieg
- Erich Bolinius (* 1942), Kommunalpolitiker und Heimatautor
- Franz Boner (1868–1941), Bankier
- Georg Boomgaarden (* 1948), Diplomat, von 2008 bis 2013 Botschafter der Bundesrepublik im Vereinigten Königreich
- Ysaac Brons (1802–1886), Kaufmann und Reeder, Mitglied der Frankfurter Nationalversammlung
- Margret Brügger (1927–2020), Lehrerin und Dichterin
- Johann Bruns (1932–2018), ehemaliger Landesvorsitzender der niedersächsischen SPD
- Adolf Busemann (1887–1967), Pädagoge und Psychologe
- Martin Busker (* 1980), Filmregisseur
- Johannes Cluto (ca. 1600–1658), Universitätsdozent und Ratsherr
- Hans-Jürgen Cramer (* 1951), ehemaliger Vorstandssprecher der Vattenfall Europe AG
- Karl Dall (1941–2020), Fernsehmoderator, Sänger, Schauspieler und Komiker
- Hartmut Dirks (1954–2007), Publizist und Buchautor
- Albert Duin (* 1953), Politiker (FDP)
- Jakobus Durstewitz (* 1969), Musiker, Sänger und Kunstmaler
- Winfried Eisenblätter (* 1934), Baptistenpastor i. R. und em. Dozent
- Dieter Eisfeld (1934–2018), Jurist, Stadtplaner, Sachbuch-Autor und Schriftsteller
- Helmut W. Erdmann (* 1947), Komponist und Flötist
- Insa Eschebach (* 1954), Religionswissenschaftlerin, Leiterin der Mahn- und Gedenkstätte Ravensbrück
- Martin Faber (ca. 1587–1648), Architekt, Kunstmaler und Kartograf
- Heinold Fast (1929–2015), mennonitischer Pastor und Forscher
- Christiane Fischer (* 1967), Ärztin
- Udo Franken (* 1951), niederdeutscher Autor
- August von Frese (1850–1920), Landwirt, Präsident der Landwirtschaftskammer und Politiker
- Klaus Frerichs (* 1953), Maler und Lehrer
- Detlef Gehlhaar (* 1964), Friseur
- Eildert Groeneveld (* 1948), Agrarwissenschaftler und Tierzüchter
- Uwe Groothuis (* 1954), Fußballspieler und -trainer.
- Carl Wilhelm Hahn (1898–1982), Publizist, Historiker, Archivrat
- Heidi Hartmann (* 1971), Box-Weltmeisterin
- Klara Hattermann (1909–2003), Pädagogin
- Horst-Alfred Heinrich (* 1955), Politologe
- Eva Herman (* 1958), Buchautorin und ehemalige Fernsehmoderatorin
- Hans-Joachim Hespos (1938–2022), Komponist
- Hermann Hesslingh (1750–1833), Direktor der königlichen Justizkanzlei in Aurich
- Johann Conrad Hillingh (1805–1862), Mitglied der Ersten und Zweiten Kammer der Ständeversammlung des Königreichs Hannover
- Carl Hinrichs (1900–1962), Archivar und Historiker
- Rolf Hinz (1916–1994), Oberstudienrat und Insektenforscher
- Reimar Hobbing (1874–1919), Berliner Verleger
- Charlotte Sophie Höffert (1809–1850), Schauspielerin
- Curt Hohoff (1913–2010), Schriftsteller, Literaturkritiker und Essayist
- Joachim-Albrecht von Holleuffer (1921–2012), Konteradmiral der Bundesmarine
- Heinrich Homberg (1893–1967), Politiker
- Sicco Theodor van Hülst (1847–1926), Gutsbesitzer und Politiker, MdR
- Bartelt Immer (* 1956), Orgelbaumeister
- Dennis Jacobsen (* 1976), Filmregisseur
- Gerold Janssen (1923–2012), Naturschutz-Aktivist
- Jan Jakobs Janssen (1925–1970), Luftfahrtpionier
- Gerhard de Jonge (1875–1945), Professor für Eisenbahnbau
- Bernd Kappelhoff (* 1949), Präsident des Niedersächsischen Landesarchivs
- Pieter Dirkszoon Keyser (1540–1596), Seefahrender; unterteilte den südlichen Himmelsabschnitt in zwölf neue Sternbilder
- Sierra Kidd (* 1996), Rapper
- Fanny Klinck (1844–1929), Schriftstellerin
- Dietrich Kohl (1861–1943), Philologe, Archivar in Oldenburg (Oldenburg)
- Georg König (1861–1938), Verwaltungsjurist, Oberbürgermeister von Lüneburg und Abgeordneter
- Jan van Koningsveld (* 1969), Weltmeister im Kopfrechnen
- Johannes Koop (* 1920), Manager, Politiker und Mitglied des Niedersächsischen Landtages
- Stephan-Gerhard Koziolek (* 1968), Kommunalpolitiker, Naturforscher, Direktor der Naturforschenden Gesellschaft zu Emden von 1814
- Herma Kramm (1920–1998), Chordirektorin des Universitätschors Münster
- Alfred Krüger (1920–1982), Manager in der DDR, Generaldirektor der Mitropa
- Tim Kruithoff (* 1977), Oberbürgermeister von Emden
- Stefan Lampadius (* 1976), Schauspieler und Filmemacher
- Dirk Lüken (1932–2020), Kirchenmusiker und Komponist
- Jasper März (* 1986), Musiker
- Helias Meder (1761–1825), reformierter Theologe
- Wilhelm Meentzen (1915–2001), Marineoffizier, zuletzt Vizeadmiral der Bundesmarine
- Mario Mentrup (* 1965), Schauspieler, Filmemacher, Musiker und Autor
- Adolf Meyer-Abich (1893–1971), Philosoph, Bibliothekar und Hochschullehrer
- Birgit Meyer (* 1960), Religionswissenschaftlerin, Kulturanthropologin und Hochschullehrerin
- Friedrich Meyer-Abich (1895–1972), Jurist und Staatssekretär in Niedersachsen
- Siemtje Möller (* 1983), Lehrerin und Politikerin, Mitglied des Deutschen Bundestages
- Tex Morton (* 1961), bürgerlich Peter Hajunga, Punk- und Psychobilly-Musiker
- Henri Nannen (1913–1996), Journalist (Gründer des Magazins Stern) und Stifter der Emder Kunsthalle
- Eduard Norden (1868–1941), Philologe und Religionshistoriker
- Walter Norden (1876–1937), Historiker, Kommunalwissenschaftler und Hochschullehrer
- Bodo Olthoff (* 1940), Maler und Grafiker
- Wolfgang Petersen (1941–2022), Filmregisseur (Das Boot; Der Sturm; Troja)
- Luca Prasse (* 2004), Fußballspieler
- Felix Randau (* 1974), Filmregisseur
- Emil Reimers (* 2. Juni 1912), Reiseschriftsteller und Journalist[1]
- Katrin Roeber (* 1971), Malerin
- Bernhard Wilhelm Rosendahl (1804–1846), Maler
- Günter Saathoff (* 1954), Vorstandsmitglied der Stiftung „Erinnerung, Verantwortung und Zukunft“
- Helma Sanders-Brahms (1940–2014), Regisseurin
- Willem Sax (1797–1852), Jurist und Politiker, Senator in Emden, Mitglied der Zweiten Kammer der Hannoverschen Ständeversammlung
- Arist von Schlippe (* 1951), Psychologe, Psychotherapeut und Hochschullehrer.
- Helmut Schmale (1934–2024), Schriftsteller
- Uwe Schmidt (* 1947), Politiker (SPD), Landtagsabgeordneter in Brandenburg
- Carl Schweckendieck (1843–1906), preußischer Landtagsabgeordneter und Mitinitiator des Ausbaus des Emder Hafens
- Ernst Schweckendieck (1849–1936), Kaufmann, Montanindustrie-Manager, Königlich Preußischer Kommerzienrat, Kommunal- und Landespolitiker
- Gerhard Heinrich van Senden (1793–1851), reformierter Theologe und Schriftsteller
- Jimi Siebels (* 1971), Musiker und DJ
- Roland Siegloff (* 1963), Journalist und Buchautor
- Friedrich Specht (1924–2010), Psychiater und Psychotherapeut, Hochschullehrer
- Eduard H. Steenken (1910–1989), deutsch-schweizerischer Journalist, Übersetzer, Herausgeber und Autor
- Erna Stein-Blumenthal (1903–1983), Leiterin des Jüdischen Museums Berlin 1933–1935
- Rolf Stomberg (* 1940), Industriemanager[2][3]
- Friedrich Tilemann (1839–1914), Jurist, Bürgermeister in Melle, Amtshauptmann des Amtes Norden, Landrat des Kreises Iburg
- Gitta Trauernicht (* 1951), SPD-Politikerin, Sozialministerin von Niedersachsen (2000–2003) und Schleswig-Holstein (2004–2009)
- Wiebold Visser, Mannschaftsweltmeister im Casting
- Emo Lucius Vriemoet (1699–1760), reformierter Theologe und Orientalist
- Otto Waalkes (* 1948), Komiker
- Falko Weerts (* 1942), Platt-Talker und Autor
- Hajo Wilken (* 1971), Radioredakteur, stellte zwei Weltrekorde im Dauermoderieren auf und gewann mehrere Hörfunkpreise
- Max Windmüller (1920–1945), deutsch-jüdischer Widerstandskämpfer gegen den Nationalsozialismus
- Feyo Udo Winter (1713–1772), Mediziner, Hochschullehrer
- Jakob Wychgram (1858–1927), Pädagoge
- Nicolaus Wychgram (1860–1941), Landwirt und Tierzüchter
- Martina Ysker (* 1977), Schauspielerin
- Ferydoon Zandi (* 1979), deutsch-iranischer Fußball-Profi

## Ehrenbürger
- Fürst Otto von Bismarck, geb. in Schönhausen, Reichskanzler (verliehen 1887)
- Carl Schweckendieck, geb. in Emden, Mitinitiator des Ausbaus des Emder Hafens
- Leo Fürbringer, Oberbürgermeister der Stadt Emden, Mitinitiator des Ausbaus des Emder Hafens (verliehen 1913)
- Karl von Müller, geb. in Hannover, Kommandant des Kleinen Kreuzers Emden im Ersten Weltkrieg (verliehen 1919)
- Adolf Hitler, von 1933 bis 1945 Diktator des Deutschen Reiches (verliehen 1933, postum vom Rat der Stadt Emden aberkannt am 10. Mai 2007)[4]

Die während des Nationalsozialismus verliehene Ehrenbürgerschaft Adolf Hitlers wurde per Beschluss des Rates wieder aufgehoben – allerdings erst im Jahre 2007. Nach Medienberichten war lange unklar geblieben, ob Hitler die Ehrenbürgerschaft verliehen wurde, da die entsprechenden Akten in den Wirren des Zweiten Weltkriegs untergegangen waren.
- Carl Röver, NSDAP-Reichsstatthalter und Gauleiter im Gau Weser-Ems (verliehen 1938, postum aberkannt vom Rat der Stadt Emden am 10. Mai 2007)[4]
- Henri Nannen, geb. in Emden, Journalist und Stifter der Emder Kunsthalle (verliehen 1989)
- Otto Waalkes, Komiker (verliehen 2018)

## Träger der Ehrenmünze
Nach der Verleihung der Ehrenbürgerschaft ist die Verleihung der Ehrenmünze die zweithöchste Auszeichnung, die die Stadt Emden vergibt. Die Verleihung der Ehrenmünze wurde 1986 eingeführt, erster Träger war Henri Nannen. Ausgezeichnet wurde bisher folgende Personen:
- Henri Nannen; Journalist und Stifter der Emder Kunsthalle (verliehen 1986)
- Dr. Erich Brüggemann; Emder Rechtsanwalt, der sich um das Stadtbild verdient gemacht hat, unter anderem durch seinen Einsatz für das Aufstellen und den Erhalt maritimer Denkmäler (verliehen 1990)
- Hans van Detten; Emder Sportfunktionär (verliehen 1992)
- Hermann Isensee; Papenburger Unternehmer, gebürtig aus Emden, stiftete eine Seniorenwohnanlage in der Stadt (verliehen 1995)
- Bernhard Brahms; Emder Unternehmer, stiftete das Glockenspiel am Rathaus (verliehen 2002)
- Robert Piat; Präsident des französischen Verbandes der Zwangs- und Arbeitsdeportierten, für seine Verdienste um die Völkerverständigung, besonders um die Förderung der Kriegsgräberpflege durch Emder Jugendliche in der Normandie (verliehen 2003)
- Eske Nannen; Geschäftsführerin der Kunsthalle Emden, Witwe von Henri Nannen (verliehen 2007)
- Wilhelm Grix; gebürtiger Emder, der sich über mehrere Jahrzehnte in der Jugendarbeit engagierte und unter anderem auch in der Gewerkschaftsarbeit und bei der Arbeiterwohlfahrt ehrenamtlich tätig war (verliehen 2008)[7]
- Reinhard Claudi; ehemaliger Leiter der VHS Emden (verliehen 2010)[8]

## Weitere Persönlichkeiten
Folgende Persönlichkeiten sind nicht in Emden geboren, haben aber dort gewirkt bzw. wirken dort:
- Johannes Althusius (1563–1638), Rechtsgelehrter, Politiker und Calvinist
- Menso Alting (1541–1612), reformierter Prediger und Theologe
- Bernd Bornemann (* 1955), Oberbürgermeister der Stadt Emden 2011–2019
- Gottfried Wilhelm Bueren (1801–1859), Stadtsyndicus
- Wilhelm René de l’Homme de Courbière (1733–1811), preuß. General, zuvor Emder Stadtkommandant
- Jacob Emden (1697–1776), Rabbiner und Talmudgelehrter
- Leo Fürbringer (1843–1923), Oberbürgermeister von 1875 bis 1913 und Initiator des Ausbaus des Emder Hafens
- Gerhard Eobanus Geldenhauer (1537–1614), reformierter Prediger und Theologe
- Bernhard Grotzeck (1915–2008), Maler; wohnte und wirkte fast fünf Jahrzehnte in Emden
- Albert Ritzaeus Hardenberg (ca. 1510–1574), reformierter Prediger und Theologe
- Melchior Hofmann (ca. 1495–1543), Begründer der ersten Emder Täufergemeinde
- Anna-Liese Langeheine (1911–1999), Malerin; wohnte und wirkte fünf Jahrzehnte in Emden
- Johannes a Lasco (1499–1560), Theologe und Reformator
- Martin Luserke (1880–1968), Barde, Schriftsteller, Pädagoge und Theaterschaffender
- Rico Mecklenburg (* 1949), Emder Bürgermeister und Präsident der Ostfriesischen Landschaft
- Petrus Medmann (1507–1584), Emder Bürgermeister
- Marcel Müller-Wieland (1922–2015), Schweizer Pädagoge und Philosoph, lebt seit 2009 in Emden
- Michael August Friedrich Prestel (1809–1880), Mathematiker, Meteorologe und Kartograph
- Silvia Rieger (* 1970), Leichtathletin (Hürdenlauf)
- Max Schieritz (1905–1996), ehemaliger Bürgermeister von Emden und Abgeordneter des Niedersächsischen Landtages
- Walter Schulz (1955–2019), Vorstand der Stiftung Johannes a Lasco, Direktor der Johannes a Lasco Bibliothek und Direktor der Ostfriesischen Landschaft
- Johann Gottfried Seume (1763–1810), Musketier in Emden, später Schriftsteller und Dichter
- Alexander Sokolowski, Sportler (Nationalspieler der Beach Soccer Mannschaft des DFB)
- Max Sternberg (1856–1930), politisch engagierter Arzt; Mitglied des Emder Stadtrates
- Otto Georg Veldtmann (1685–1746), Generalmajor der Generalstaaten, Kommandant der niederländischen Besatzung in Emden bis 1744
- Dodo Wildvang (1873–1940), Geologe
- Johannes Zuidlareus (ca. 1545–1604), reformierter Prediger